# صلیب آشویتس
صلیب آشویتس(به لهستانی: Krzyż Oświęcimski) مدالی است تشریفاتی که به بازماندگان اردوگاه آشویتس از سال ۱۹۸۵ اهدا می شد.

این مدال عمدتاً به لهستانی ها اهدا می شد اما ممکن بود در موارد خاص به افراد خارجی نیز اهدا شود.این مدال می توانست پس از مرگ افراد نیز به آن ها اهدا شود.اهدای این مدال در سال ۱۹۹۹ متوقف گشت البته به استثنا یک مورد مدال آشویتس که در فوریه سال ۲۰۰۴ به گرتا فراسیک اهدا شد.